# Kabinett Vogel III (Rheinland-Pfalz)
Das Kabinett Vogel III war das 14. Kabinett der Landesregierung des Landes Rheinland-Pfalz nach dem Zweiten Weltkrieg. Es nahm am 18. Mai 1983 seine Arbeit auf und wurde vom Kabinett Vogel IV abgelöst. Wie das vorherige Kabinett wurde das Kabinett Vogel III von einer CDU-Alleinregierung gestellt. Die Partei hatte bei der Landtagswahl am 6. März 1983 ihre absolute Mehrheit ausbauen können.
| Amt                                                                   | Name                                                   | Partei | Partei |
| --------------------------------------------------------------------- | ------------------------------------------------------ | ------ | ------ |
| Ministerpräsident                                                     | Bernhard Vogel                                         |        | CDU    |
| Stellvertreter des Ministerpräsidenten                                | Otto Meyer bis 23. Mai 1985 Carl-Ludwig Wagner         | CDU    |        |
| Bundesangelegenheiten                                                 | Johann Wilhelm Gaddum bis 23. Mai 1985 Albrecht Martin | CDU    |        |
| Inneres und Sport                                                     | Kurt Böckmann                                          | CDU    |        |
| Finanzen                                                              | Carl-Ludwig Wagner                                     | CDU    |        |
| Justiz                                                                | Heribert Bickel                                        | CDU    |        |
| Soziales, Gesundheit und Umwelt bis 23. Mai 1985 Soziales und Familie | Rudi Geil bis 23. Mai 1985 Ursula Hansen               | CDU    |        |
| Landwirtschaft, Weinbau und Forsten                                   | Otto Meyer bis 23. Mai 1985 Dieter Ziegler             | CDU    |        |
| Wirtschaft und Verkehr                                                | Heinrich Holkenbrink bis 23. Mai 1985 Rudi Geil        | CDU    |        |
| Kultus                                                                | Georg Gölter                                           | CDU    |        |
| Umwelt und Gesundheit ab 23. Mai 1985                                 | Klaus Töpfer                                           | CDU    |        |